# Пёттеринг, Ханс Герт
Ханс-Герт Герман Пёттеринг (нем. Hans-Gert Hermann Pöttering; род. 15 сентября 1945, Берзенбрюк) — немецкий политический деятель.
Депутат Европарламента с 1979 года. Является одним из немногих депутатов, которые непрерывно оставались действующими членами Европарламента с момента реформы этой организацими и начала её формирования посредством прямых всеобщих выборов. В 1999—2007 годах возглавлял в Европарламенте самую крупную фракцию — Европейскую народную партию (консерваторы).
Председатель Европарламента в январе 2007 — июне 2009 года, был избран на срок 2,5 года; сменил на этом посту испанца Жозепа Борреля, представлявшего в парламенте фракцию социалистов, а в 2009 году место Пёттеринга занял представитель Европейской народной партии Ежи Бузек.
Разделяет политические взгляды Ангелы Меркель, является членом Христианско-демократического союза (ХДС).
4 декабря 2009 года избран председателем фонда имени Конрада Аденауэра.

## Биография
Никогда не встречал своего отца — солдата, погибшего в годы Второй мировой войны. Вырос в Берзенбрюке, в 1966 году окончил гимназию, затем 2 года отбывал военную службу. После этого начал изучать право, политику и историю в университетax Бонна и Женевы, также учился в Колумбийском университете. В 1973 году сдал первый экзамен по юриспруденции, получил степень PhD в области политики и истории в 1974 году, и в 1976 годы сдал второй экзамен по юриспруденции. В этом же году назначен младшим научным сотрудником, с 1989 года — преподаватель в университете Оснабрюка. В 1995 году назначен почётным профессором университета Оснабрюка.
Опубликовал серию работ о европейской политике. 
Католик, разведён, от брака остались двое сыновей.

## Политическая деятельность
В 1974—1980 годах состоял в Молодёжном союзе. С 1997 года является президентом Европейского союза Германии (почётный президент). С 1990 года председатель ХДС, с 2009 года председатель Фонда Конрада Аденауера. Член парламента от региона Оснабрюк, Эмсланд и Остфрисланд с 1979 года. Единственный депутат Европейского парламента с 1979 года.
С 1994 по 1999 года был заместителем председателя Европейской народной партии в Европарламенте и заместителем председателя Европейских демократов.16 января 2007 года Пёттеринг был избран президентом Европейского парламента. В первом туре голосования он получил более 100 голосов. В 2009 году его сменил бывший премьер-министр Польши Ежи Бузек.